# Bailando sin salir de casa
Bailando sin salir de casa es el tercer álbum de estudio del grupo español Olé Olé, y el primero grabado junto a la cantante Marta Sánchez. Fue lanzado en 1986 bajo el sello Hispavox.

## Historia
A principios de los años 80, el grupo español Olé Olé gozaba de gran popularidad en España. Pero en  1985 la vocalista, Vicky Larraz y Luis Carlos Esteban, compositor principal, abandonaron el grupo para comenzar sus carreras en solitario.
No pasó mucho tiempo para que Olé Olé volviera al mundo de la música. A principios de ese año, Tino Azores, ingeniero de sonido del grupo, vio en un concurso de música a Marta Sánchez, y la invitó a formar parte del grupo.
Con una nueva vocalista, se puso en marcha lo que sería su siguiente producción Bailando sin salir de casa, esta vez con una nueva casa de discos, Hispavox. La prueba fue difícil pues debían demostrar que podían mantener el éxito y sobrevivir al abandono de una cantante tan carismática como Vicky Larraz. Fue así que a finales de ese año, presentaron a Marta Sánchez como nueva vocalista con el lanzamiento del sencillo Lilí Marlén. Los medios y críticos alabaron el disco y consiguieron una notable aceptación.
El segundo sencillo  fue Bailando sin salir de casa, tema escrito por Marcelo Montesano, nuevo teclista y compositor del grupo que sustituía a Luis Carlos Esteban. El tercer sencillo fue la balada compuesta por Gustavo Montesano Déjame sola, que según los críticos, era el tema de mayor calidad del disco. El cuarto y último sencillo fue, Yo no me subo al coche de cualquiera.
A raíz de este éxito, Marta Sánchez comenzó a hacerse conocida en el mundo de la música y el álbum llegó a ser disco de oro, vendiendo más de 50.000 copias.

## Lista de canciones
| # | Título                                               | Compositor(es)                                | Duración |
| - | ---------------------------------------------------- | --------------------------------------------- | -------- |
| 1 | Bailando Sin Salir De Casa                           | Marcelo Montesano                             | 3:45     |
| 2 | Yo No Me Subo Al Coche De Cualquiera                 | Marcelo Montesano                             | 3:47     |
| 3 | No Te Necesita                                       | Gustavo Montesano                             | 4:48     |
| 4 | Esta Noche Sabré Si Eres El Hombre Que Tanto Imaginé | Gustavo Montesano                             | 4:08     |
| 5 | De Golpe, La Realidad                                | Gustavo Montesano                             | 4:20     |
| 6 | Lili Marlén                                          | N. Schultze / H. Leip / Adap. Luis G. Escolar | 3:43     |
| 7 | Déjame Sola                                          | Gustavo Montesano                             | 3:46     |
| 8 | Mírame Bien                                          | Gustavo Montesano                             | 3:20     |
| 9 | Me Vengaré                                           | Marcelo Montesano / Gustavo Montesano         | 3:47     |

## Versiones
En 2015 se publica «Llévatelo Todo» un Box Set Recopilatorio que recoge toda la discografía de Vicky Larraz y su trayectoria con Olé Olé, incluyendo la maqueta original de «Lilí Marlén» grabada por Vicky en 1985.
El 17 de noviembre de 2016 se lanzó a la venta el tema «Bailando sin salir de casa» que realizó la banda Matute a dúo con la cantante mexicana Anahí para el álbum Duetos fanstásticos.
El 25 de noviembre de 2016 se publica el álbum «Sin control» que supone el regreso de Olé Olé al panorama musical con la formación original, en el que se incluye «Lilí Marlén» grabada por la voz de Vicky Larraz en forma de dueto con la cantante Roko y «Bailando sin salir de casa» con Modestia Aparte. Un año después se edita el álbum «En control», que incluye ambas canciones está vez grabadas con la voz de Vicky Larraz en solitario.
En 2017 se publica el EP digital con dos canciones «Olé Olé 2.0» en el que se incluye «Déjame sola» grabada nuevamente por Vicky Larraz.